# Manitol
El manitol es un edulcorante obtenido de la hidrogenación del azúcar manosa. Pertenece al grupo de edulcorantes denominados polioles o polialcoholes. 
El manitol es estereoisómero del sorbitol. Es común encontrarlo naturalmente en alimentos de origen vegetal, tales como remolacha, apio, aceitunas y algas marinas. El manitol tiene alrededor del 0,4 al 0,5 poder edulcorante en comparación a la sacarosa y sus propiedades son bastante similares a las del sorbitol, a diferencia de su solubilidad, que es poca en comparación. El manitol puede ser producido a partir de la sacarosa o dextrosa y también como subproducto de algunas fermentaciones.

## Usos
El manitol puede tener varios usos, por ejemplo:
- En la industria alimenticia: como endulzante (edulcorante) común y en alimentos dietéticos; en chicles; para fabricar resinas; para sustituir a la glucosa en especialidades farmacéuticas para que éstas puedan ser recetadas para los diabéticos.

- En medicina puede usarse como sustituto del plasma sanguíneo en casos de hemorragia, como solución al 20 % en estos casos y su duración en el torrente sanguíneo es mayor que las soluciones cristaloides a base de electrolitos (sueros). Este uso es poco frecuente en la práctica clínica.

- En medicina también se usa el manitol al 20 % se usa como diurético osmótico en situaciones agudas, como el síndrome nefrótico, o para aliviar la hipertensión intracraneal. Facilita también la manipulación quirúrgica craneal. Actúa sobre el túbulo contorneado proximal de la nefrona, facilitando la filtración de agua y aumentando así su excreción. Está contraindicado en la insuficiencia cardíaca (IC) por el posible edema agudo de pulmón (EAP) que puede producirse por el exceso de volumen. Dependiendo de la dosis puede producir hiponatremia, o deshidratación e hipernatremia y acidosis.[1][2][3] Su empleo más de 2 o 3 días es de dudosa utilidad,[4] y de alto riesgo. Puede producir efecto rebote y producir edema cerebral.[5]

## Toxicología
El manitol se absorbe lentamente en el intestino y puede causar diarrea y flatulencias. En animales de experimentación puede observarse una adaptación al manitol. En humanos, un efecto laxante puede presentarse después de ingerir de 20 a 30 gramos de manitol. Los estudios toxicológicos no han indicado ningún efecto adverso. En consecuencia, el manitol es considerado de uso seguro en los alimentos, presentándose así en la lista de aditivos GRAS de la FDA.